# Distretto di Panyu
Il distretto di Panyu (番禺区S, PānyúP) è un distretto della Cina, situato nella provincia del Guangdong e amministrato dalla città di Canton.